# Anomala planicorna
Anomala planicorna är en skalbaggsart som beskrevs av Lin 1996. Anomala planicorna ingår i släktet Anomala och familjen Rutelidae. Inga underarter finns listade i Catalogue of Life.